# Art médiéval

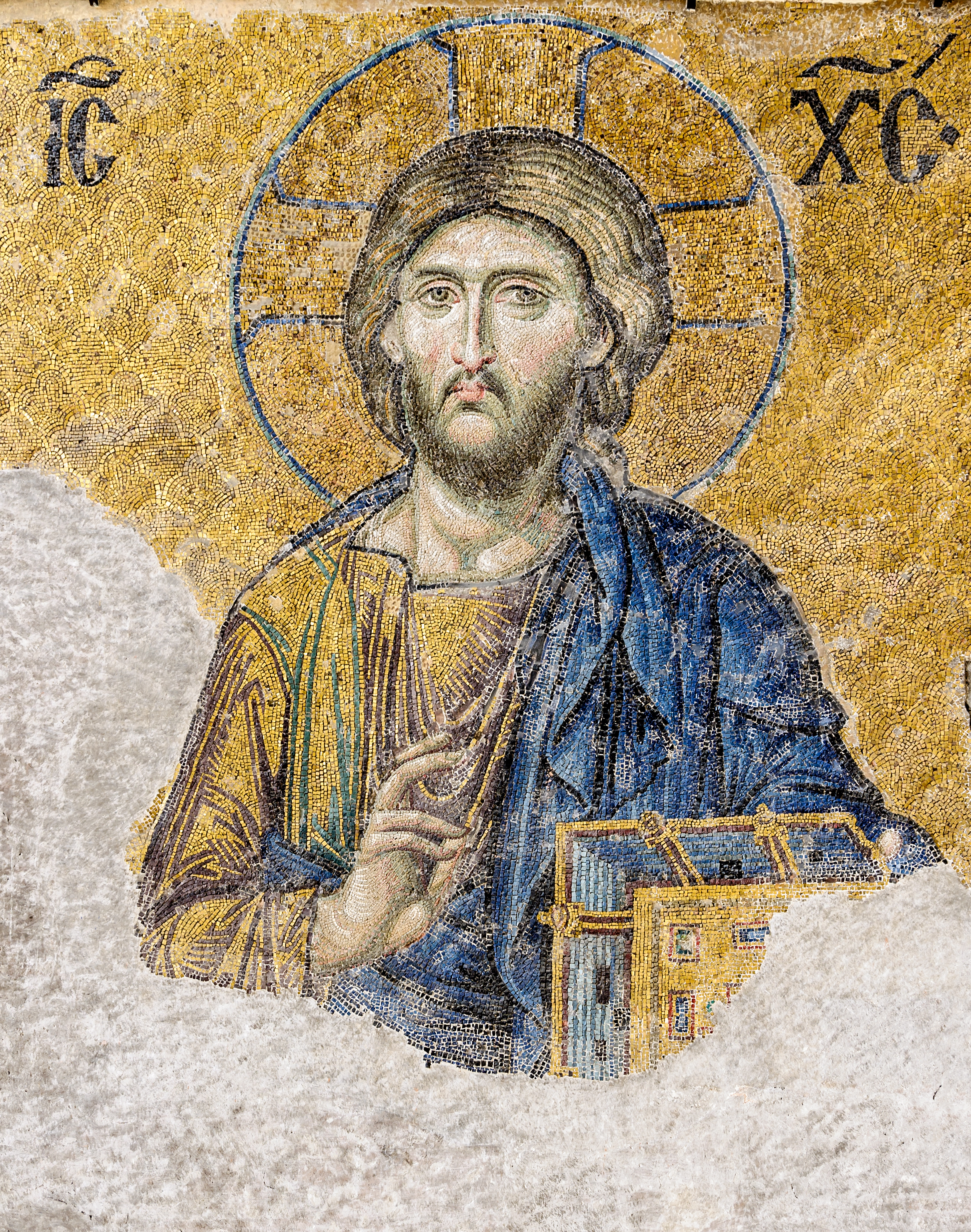
Les mosaïques des églises monumentales ont été le couronnement de l'art byzantin. Une des mosaïques les plus célèbres subsistant est dans l'Église de la Sainte-Sagesse dans l'ancienne Constantinople — l'image du Christ sur les murs de la galerie supérieure au Sud

L’art médiéval couvre un ensemble large  de temps et de lieux, sur plus de 1 000 ans d'histoire de l'art en Europe, au Moyen-Orient et en Afrique du Nord. Cela inclut de nombreux mouvements de l'art et périodes, art régional ou national, genres, renaissances, métiers d'artistes, et les artistes eux-mêmes.
Les historiens de l'Art classifient l'art médiéval en périodes et mouvements principaux, les relations entre ces périodes sont parfois plus subtiles. Ceux-ci sont l'art celtique, l'art paléochrétien, l'art des migrations, l'art préroman et l'art roman, l'art gothique, l'art byzantin et l'art islamique.

## Acception pour l'Occident chrétien
L'immense majorité de l'art qui nous est parvenu de cette époque relève du domaine du religieux. Pour cette même raison, il revêt des formes très diverses qui s'expliquent en partie par un aspect fonctionnel de cet art. En effet, quand on parle d'art sacré, on renvoie à un cadre religieux qui incorpore à la fois une pensée théologique ou cosmogonique et des fonctions proprement liturgiques. À cet aspect strictement religieux, il convient encore d'ajouter une dimension sociale ou civique. Ainsi, une œuvre pourra être étudiée et comprise sous ces différents aspects : un contenu proprement théologique qui s'exprimera souvent par des choix iconologiques de la part du ou des créateurs ; une fonction liturgique ou cérémonielle concrète qui sera une contrainte matérielle de l'œuvre, définissant parfois sa forme, sa structure ou ses dimensions ; une fonction publique d'exaltation du commanditaire, du donateur ou du récipiendaire.
Toute discussion de l'art sacré médiéval doit donc prendre en compte des expressions très diverses : architecture, enluminure, peinture murale, tapisserie, orfèvrerie, sculpture monumentale, sculpture de petites dimensions, etc.
Ce qui reste une caractéristique assez générale de cet art est son souci d'apparaître comme un langage artistique plus qu'un moyen de représentation figurative. En effet, devant souvent véhiculer des concepts théologiques assez abstraits, les figures sont plus à comprendre comme un médium pour articuler ces concepts plutôt qu'une représentation d'une réalité matérielle qui existerait pour elle-même. On peut comprendre ainsi le peu de soucis accordé à une représentation 'réaliste' des figures, de leur ressemblance à des êtres historiques, de leurs dimensions respectives ou de leur inscription dans l'espace.

## Aperçu
Les artistes médiévaux en Europe dépendaient, à divers degrés, de l'héritage artistique de l'Empire Romain et des références de l'Église catholique primitive. Ces sources ont été mêlées aux cultures vigoureuses des « Barbares » du nord de l'Europe pour stimuler des productions artistiques très diverses. Ainsi, l'histoire de l'art médiéval peut être vue comme l'histoire des interactions entre des éléments d'art classique, chrétien primitif et « barbare ».

### Mouvements artistiques majeurs
L'art au Moyen Âge est un sujet vaste et les historiens de l'art l'étudient traditionnellement en se fondant sur neuf mouvements ou périodes d'envergure.
- L'Art paléochrétien couvre la période de 200 (avant laquelle aucune œuvre chrétienne n'a survécu), jusqu'au tardif VIIe siècle ou les prémices du VIIIe, quand les conquêtes arabes et l'iconoclasme byzantin ont mis fin à la production d'art dans l'Est. Pendant cette période, les artistes chrétiens ont adopté les savoirs romains de la peinture, mosaïque, sculpture et travail du métal.

- L'art byzantin chevauche ou se mélange avec ce que nous appelons l'art primitif chrétien jusqu'à la période iconoclaste de 730-843 quand la grande majorité d'œuvres d'art a été détruite ; il y a donc si peu de restes que toutes les découvertes actuelles permettent de mieux comprendre cette période. Après 843 et jusqu'en 1453, il y a une vraie tradition d'art byzantine qui se démarque. Elle est souvent présentée comme la meilleure période de l'art du Moyen Âge sur le plan de la qualité des matériaux et d'exécution, production qui était centrée sur Constantinople. Le couronnement des arts byzantins a été les fresques et mosaïques monumentales dans les églises à coupoles, dont beaucoup n'ont pas survécu à cause des désastres naturels et de la réappropriation des églises en mosquées.

- L'art celtique au Moyen Âge décrit l'art des peuples de langue native celte d'Irlande et d'Angleterre du Ve siècle, après le retrait des Romains, jusqu'au XIIe siècle avec l'établissement de l'Art roman. La période du Ve au VIIe siècle sont une continuation majeure de la période de l'âge de fer de la culture artistique La Tène avec quelques modifications romaines, alors que les VIIe et VIIIe siècles ont vu la fusion avec les traditions germaniques à travers les contacts avec Anglo-Saxons créant ce qui a été appelé le style hiberno-saxon, et finalement plus tard des inspirations Vikings ont été rajoutées en Irlande.

- L'art des migrations décrit l'art des peuples germaniques en mouvement pendant la longue période des migrations entre environ 300-900, et inclut aussi la période hiberno-saxonne en Angleterre et Irlande. Cet art prend en compte les influences des interactions avec l'art chrétien, et aussi bien les caractéristiques du Style Animal et du Style polychrome.

- L'art préroman est la période couvrant le couronnement de Charlemagne en 800 jusqu'au début de la période romane au XIe siècle. Il inclut l'Art carolingien, l'Art ottonien (Allemagne), l'Art anglo-saxon (Angleterre), aussi bien l'art de France, Italie et Espagne. Pendant cette période, les influences de l'art romain classique sont activement absorbées et l'art carolingien devient la souche de laquelle émergeront plus tard les arts roman et gothique.

- L'art roman est la période couvrant l'Europe de l’Ouest du XIe siècle jusqu'à la fin du XIIe siècle, s'exprimant principalement en France, Italie et Espagne, puis s'étendant avec l'expansion des grands mouvements monarchistes en Europe du Nord, Angleterre, Irlande. Cette période est la fusion des styles l'ayant précédée, notamment carolingienne, et dont les influences orientales, notamment sassanides, ont été fusionnées et appropriées dans des motifs christianisés.

- L'art cistercien se développe en réaction aux excès de l'art roman développés par Cluny ; il se caractérise par un esthétisme épuré.

- L'art gothique est un terme fragmentaire dépendant du métier, du lieu et de la période. Le terme a pour origine l'architecture gothique en 1140, mais la peinture gothique n'est pas apparue avant les environs de 1200, quand elle a divergé du style roman. La sculpture gothique est née en France en 1150 et s'est répandue dans toute l'Europe, au XIIIe siècle, elle est devenue un style international, remplaçant le roman. Le gothique international décrit l'art gothique de 1360 à 1430.

- L'art islamique pendant le Moyen Âge couvre une grande variété de métiers incluant les manuscrits enluminés, les textiles, céramiques, travail du fer et du verre[1]. Il y a eu une forme primitive entre 600-900 et un développement des styles régionaux entre 900-1500.

## Art médiéval par région ou culture
- Europe de l’Est
  - Art arménien (Arménie)
  - Art bosniaque (Bosnie)
  - Art bulgare (Bulgarie)
  - Art byzantin (Constantinople)
  - Art copte (Coptes)
  - Art croate (Croatie)

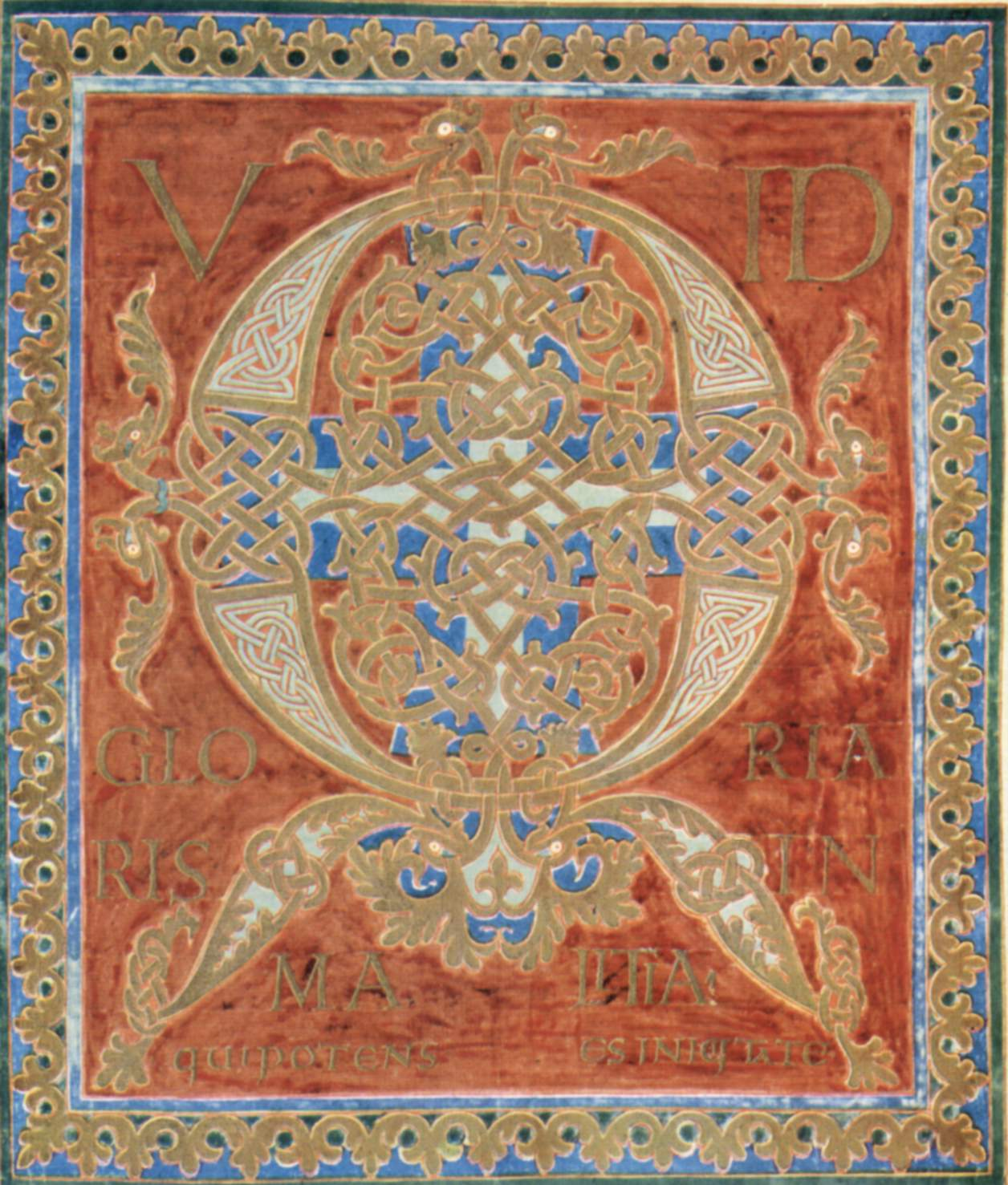
Psautier de Folchard c. 870

  - Art des croisades (États latins d'Orient)
  - Art cypriote (Chypre)
  - Âge d'or de la Géorgie (en) (XIIe s.)
  - Art de la Rus' de Kiev (Rus' de Kiev)
  - Art de la dynastie macédonienne (Art byzantin / Dynastie macédonienne, 867-1056)
  - Art de la dynastie comnène (Art byzantin / Maison Comnène)
  - Art russe médiéval, architecture en bois russe, architecture de Vladimir et Souzdal, peinture russe (dont Daniil Tcherny, Andreï Roublev)
  - Art de Novgorod (Novgorod)
  - Renaissance Paléologue (Art byzantin / Maison Paléologue)
  - Art roumain (Art byzantin / Borzești)
  - Art russe (Russie)
  - Art serbe (Serbie)

- Islamique : âge d'or de l'Islam (VIIIe – XIIIe siècle) 
  - Art abbasside (Califat abbasside)
  - Art almoravide et almohade (Almoravides / Almohades)
  - Art andalou (Andalousie)
  - Art ayyoubide (Ayyoubides)
  - Art fatimide (Califat fatimide)
  - Art de l'Iran autonome avant les Seljoukides (Ghaznévides)
  - Art mamelouk (Mamelouks)
  - Art hafside, zianide et mérinide (Mérinides)
  - Art mozarabe (Mozarabe)
  - Art mudéjar (Mudéjar)
  - Art perse (Perse)
  - Art samanide (Samanides)
  - Art sassanide (Sassanides)
  - Art des Seldjoukides d'Iran et art des Seldjoukides d'Anatolie
  - Art timouride (Empire timouride)
  - Art umayyade (Umayyade)

- Autre
  - Art juif (Culture juive)

- Europe de l’Ouest
  - Art anglo-saxon
  - Art asturien (Asturies-leon)
  - Carolingian art (Art préroman)
  - Art ducento et Art trecento (Art italien)
  - Art anglais (Culture anglaise)
  - Art flamand (Culture des Pays-Bas)
  - Art insulaire (art hiberno-saxon) (voir aussi Art celte)
  - Art lombard (Lombards), art roman lombard
  - Art mérovingien (Art des migrations / Mérovingien)
  - Art mosan (Meuse, art français / art belge), patrimoine mosan en Wallonie
  - Art ottonien, architecture ottonienne (art préroman)
  - Art de Palerme (Palerme / art italien)
  - Art picte (Pictes)

- - Art roman (Rome), route de l'art roman
    - Art roman apulien
    - Art roman auvergnat
    - Art roman catalan
    - Art roman languedocien
    - Art roman provençal
    - Art roman saintongeais
    - Art roman sud-bourguignon
    - Art roman en Angleterre (art anglo-normand, Anglo-normand)
    - Art roman en Pays basque

- - Art hispanique (Culture espagnole)
  - Art viking (Vikings / art scandinave)

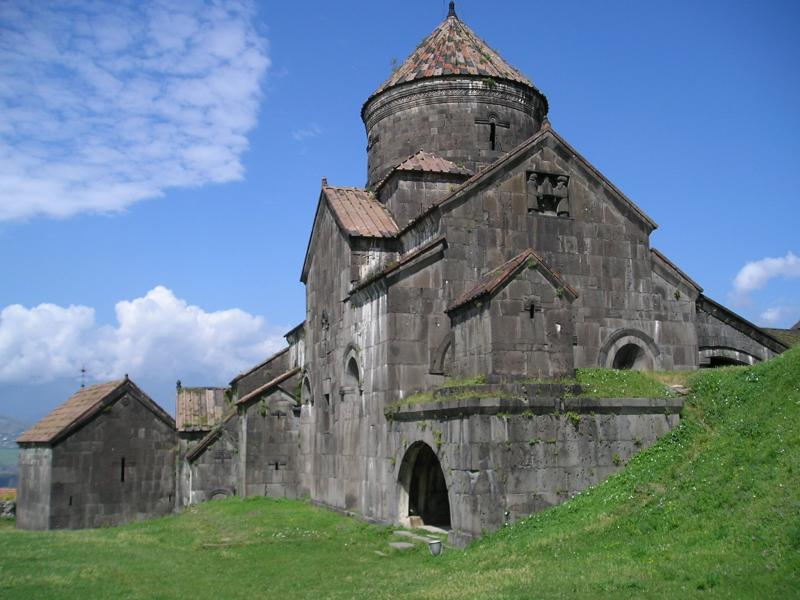
Monastère arménien d'Haghpat, inscrit à l'UNESCO

  - Art wisigoth (Wisigoths)

## Art médiéval par type

### Architecture
- Architecture médiévale
- Architecture militaire du Moyen Âge, glossaire de la fortification médiévale, fortifications des croisades
  - au haut Moyen Âge, au Moyen Âge central
  - Château fort, castellologie, liste de châteaux français par période, architecture philippienne
  - Maison-tour
  - Bastide
  - Villes et villages fortifiés du Moyen Âge en France
- Architecture chrétienne au Moyen Âge
  - Architecture préromane
  - Architecture préromane de tradition wisigothique
  - Architecture mérovingienne
  - Architecture carolingienne
  - Architecture ottonienne
  - Architecture romane, architecture romane normande, architecture romane par pays
  - Architecture gothique, architecture gothique par pays
  - Architecture médiévale normande
  - Architecture anglo-saxonne (450-1050)
  - Architecture des cathédrales médiévales d'Angleterre (en)
  - Architecture arménienne
  - Architecture byzantine
    - Architecture romano-byzantine
    - Architecture serbo-byzantine, école rascienne, école moravienne

  - Architecture en bois russe, architecture de Vladimir et Souzdal, édifices pré-mongols, types architecturaux d'églises russes
  - Architecture religieuse médiévale norvégienne (en bois)
  - Églises médiévales en pierre de Finlande
- Architecture islamique, architecture mauresque/andalouse
  - Monuments et vestiges d'Al-Andalus, d'art almohade, d'art almoravide, d'art mudéjar

### Travail de l’argile et de la terre
- Céramique
- Mosaïque
- Poterie

### Travail du verre et du métal
- Arts mineurs
- Arts du feu
- Arts du métal (cuivre, bronze, fer, or, argent), art du métal islamique, damasquinage
  - Campanologie (cloches, clochettes, carillons)
  - Technique de l'orfèvrerie au Moyen Âge, histoire de l'orfèvrerie en France, trésors d'orfèvrerie
  - Vases liturgiques (bénitier, calice, ciboire, custode, encensoir, goupillon...)
- Gravure (gravure lapidaire, gravure de sceau, techniques de l'estampe)
- Reliques (restes matériels révérés) en reliquaire (châsse, cercueil, croix reliquaire, staurothèque...)
- Verrerie, art verrier, verre au Moyen Âge
- Vitrail, technique du vitrail au Moyen Âge

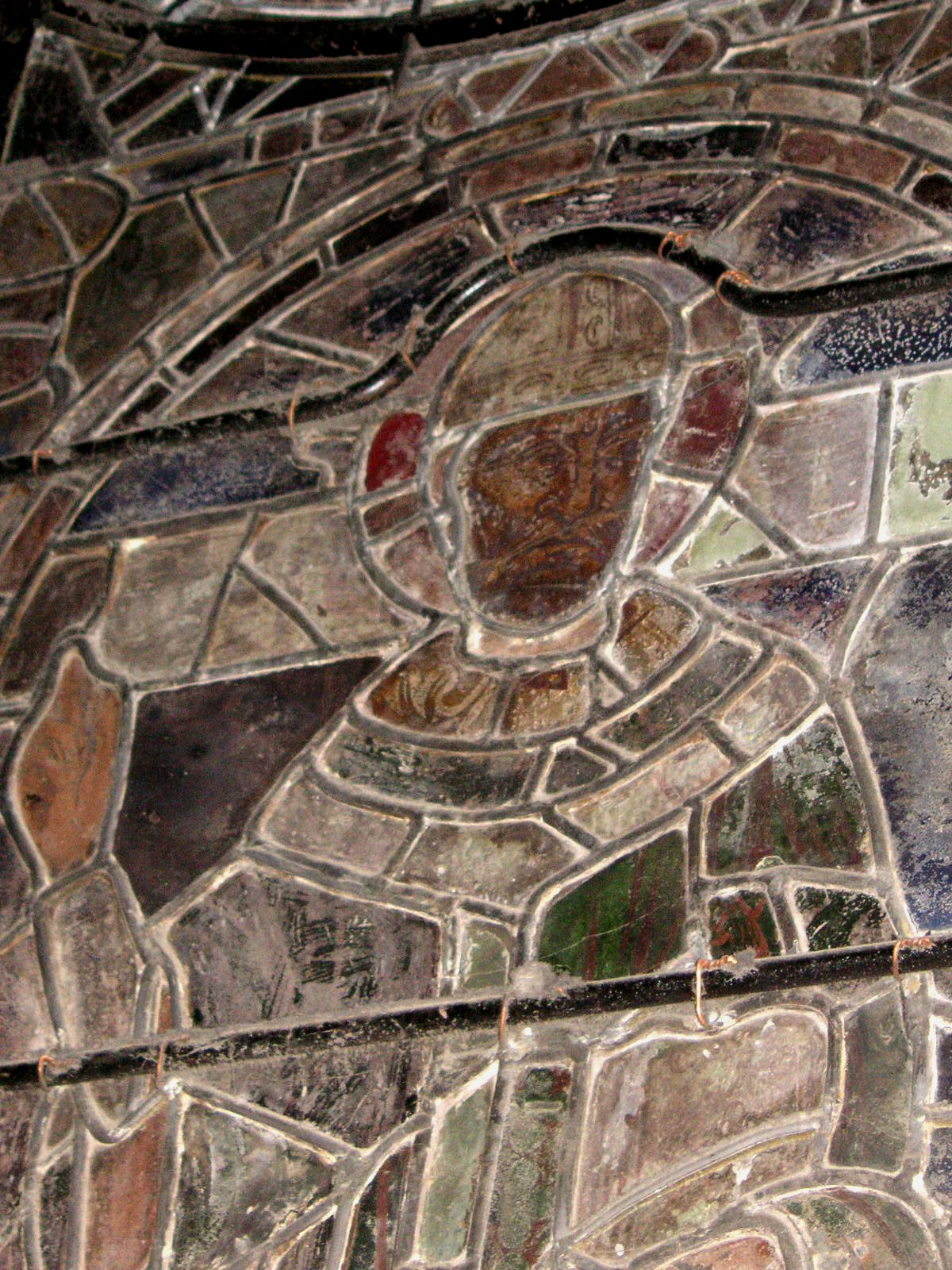
Cathédrale de Canterbury, détail du panneau St Thomas Becket, 12e
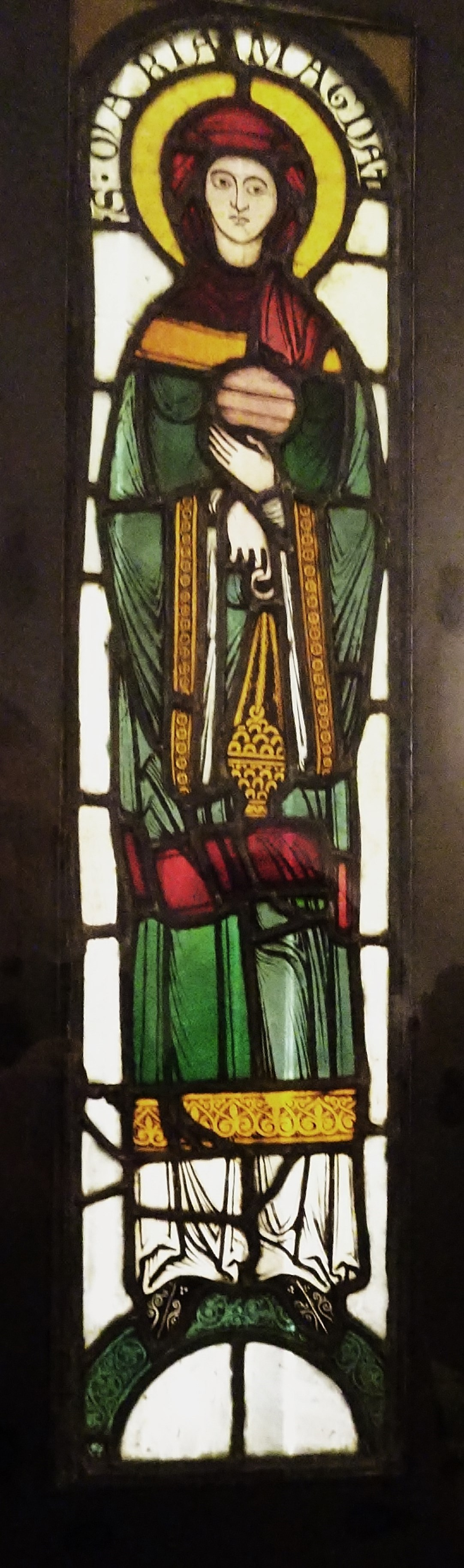
Sainte-Madeleine, Gurk (Carinthie, Autriche), 1170
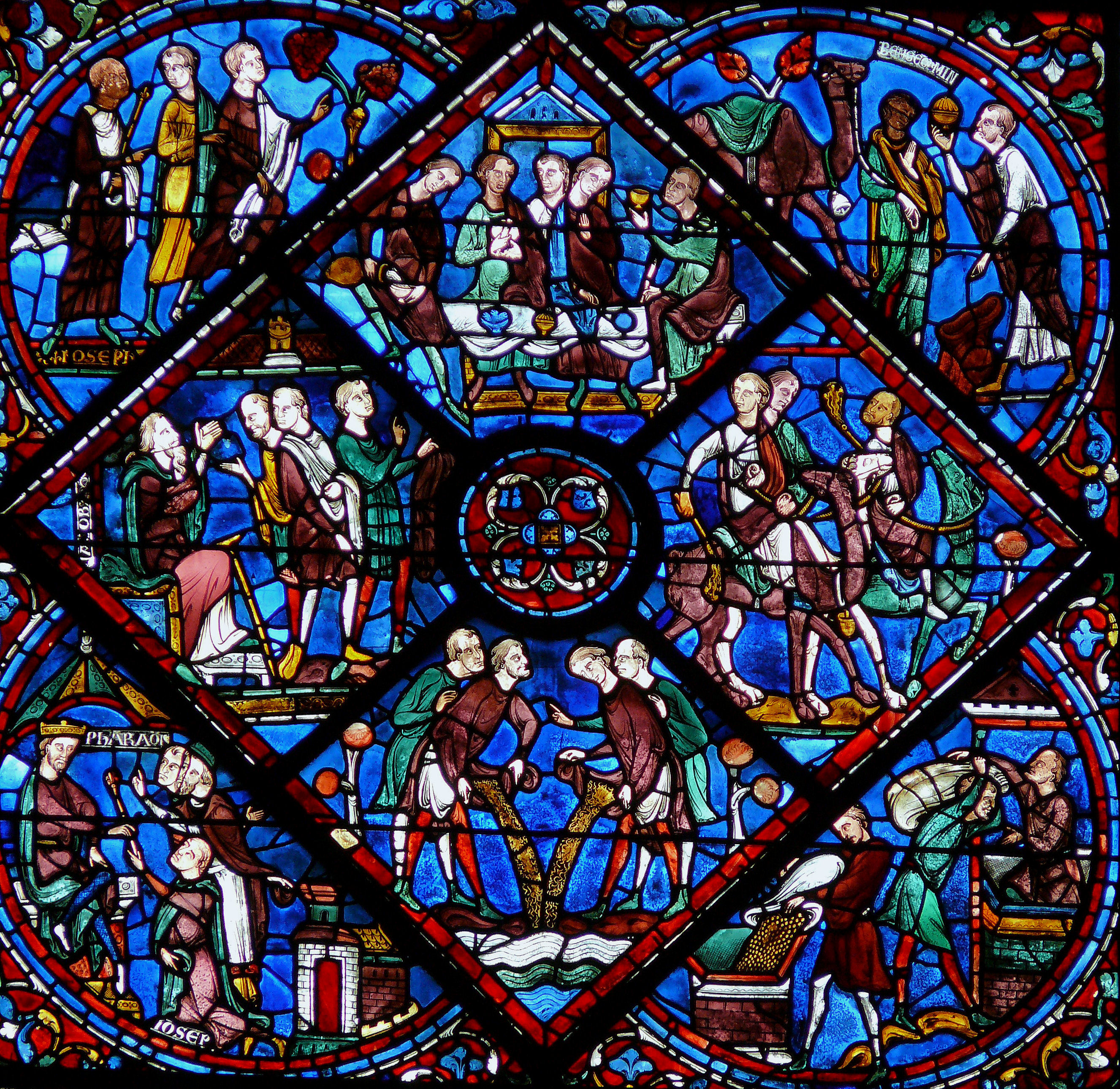
Cathédrale Notre-Dame de Chartres, Vie de St Joseph, 13e
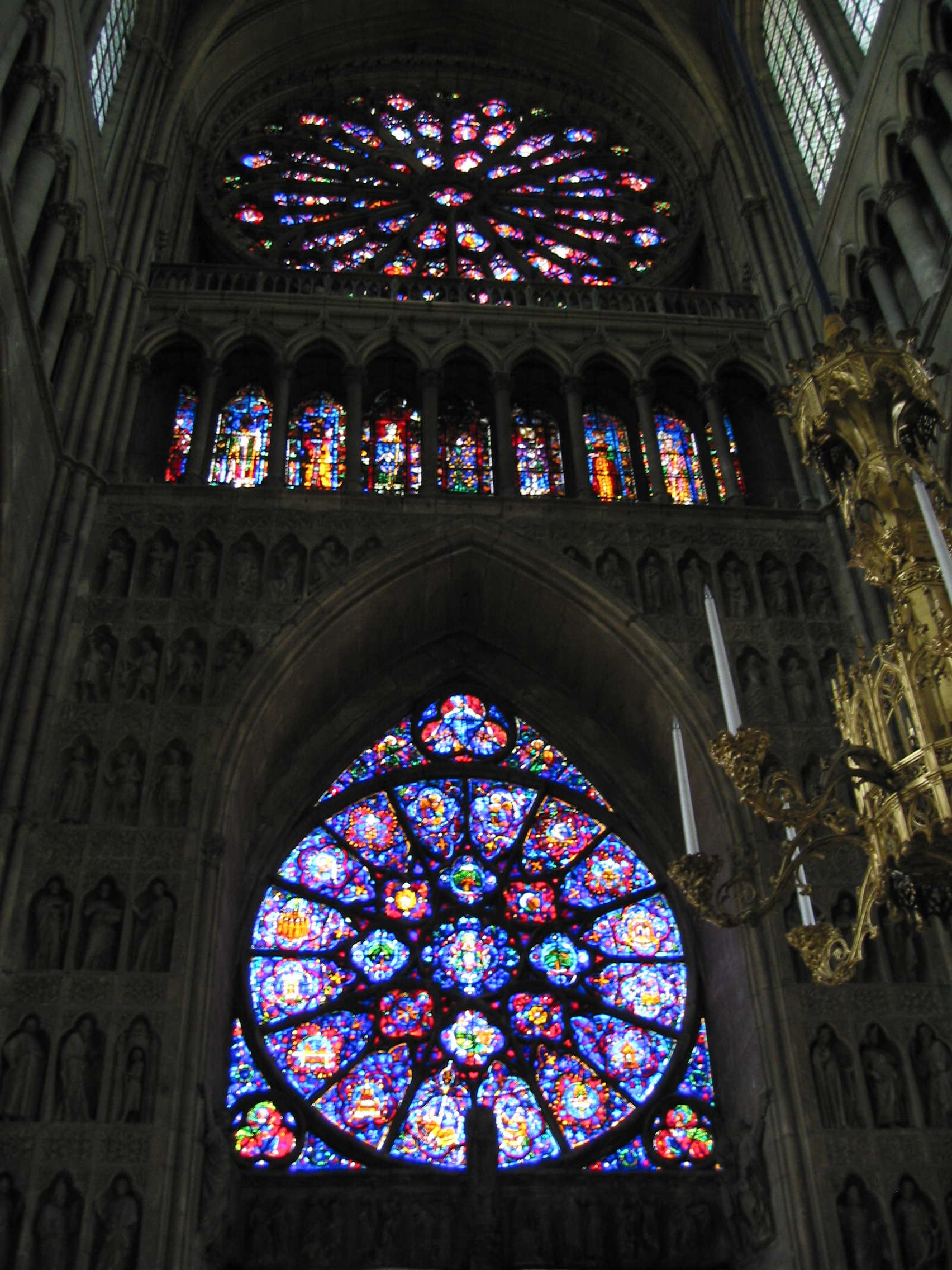
Cathédrale Notre-Dame de Reims, 14e
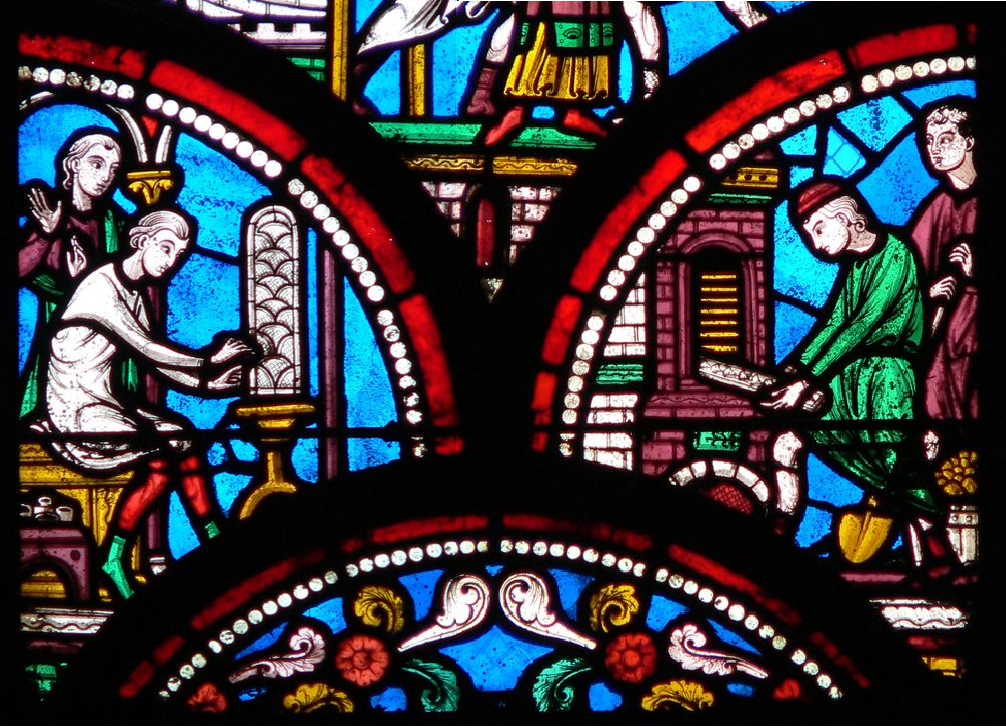
Basilique Saint-Quentin de Saint-Quentin, détail du vitrail de St Étienne, 14e

- Émail, technique de l'émail au Moyen Âge

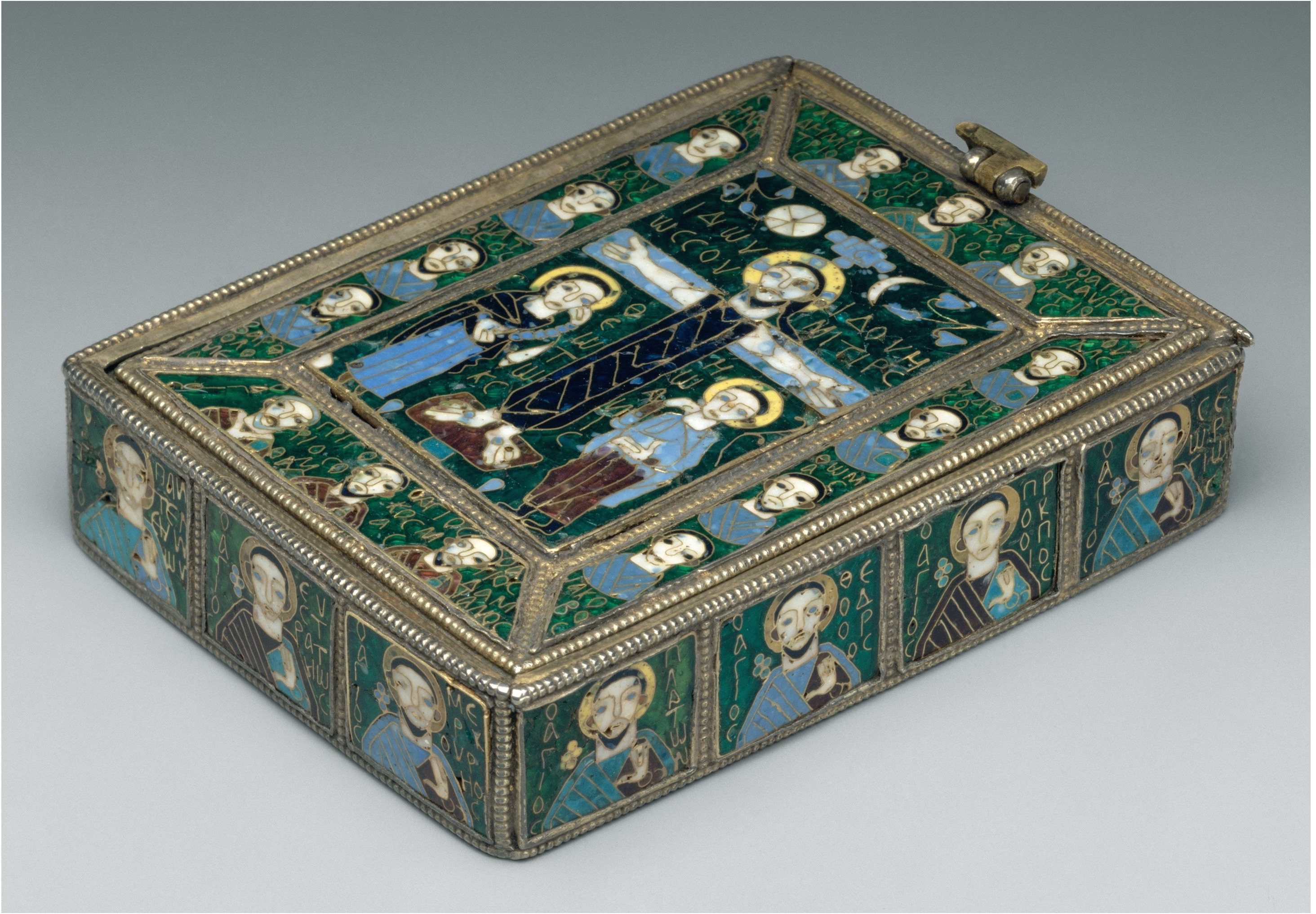
Vraie Croix : Staurothèque byzantine, 800-850
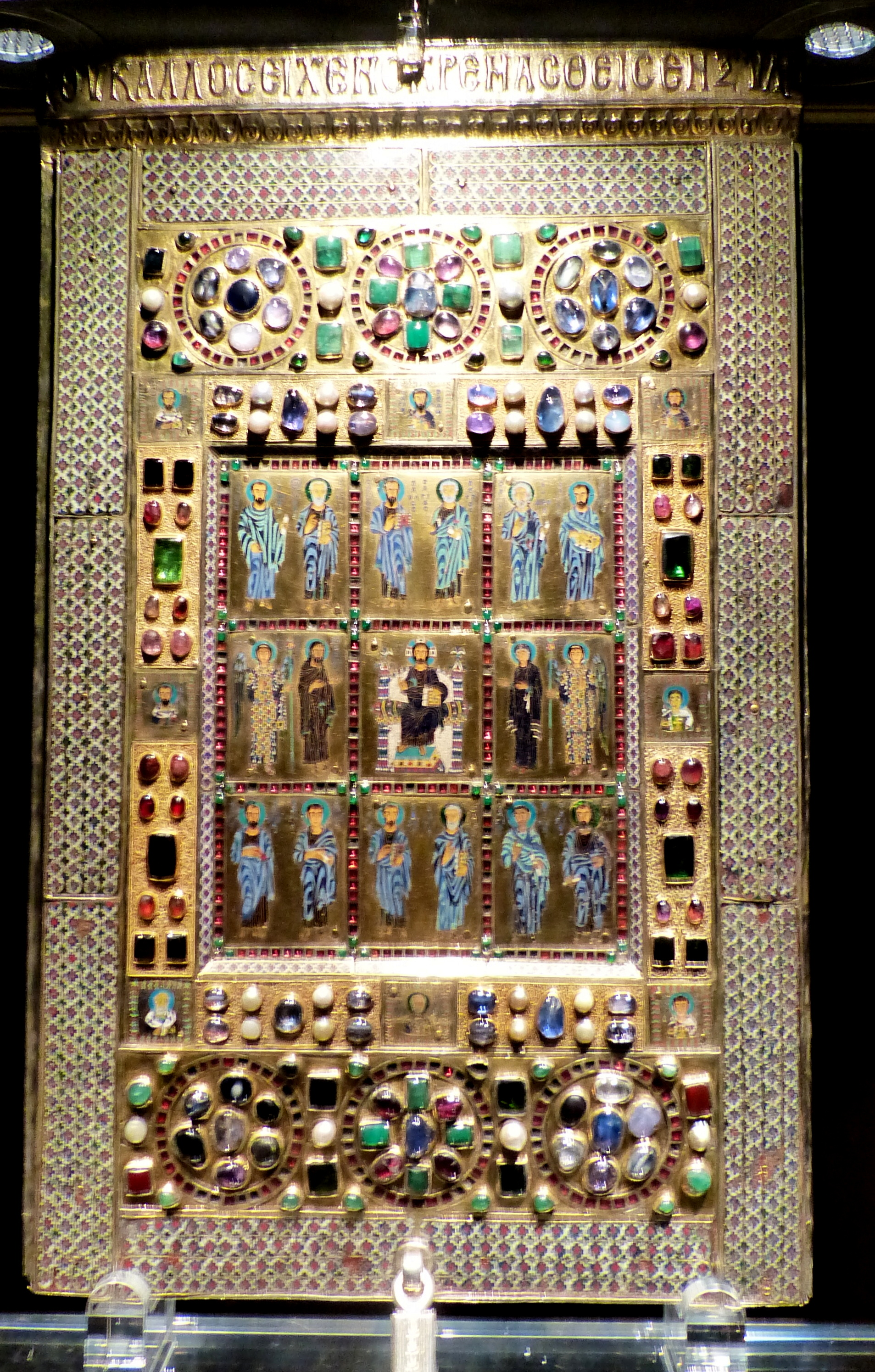
Couvercle de la Staurothèque de Limbourg-sur-la-Lahn, vers 970
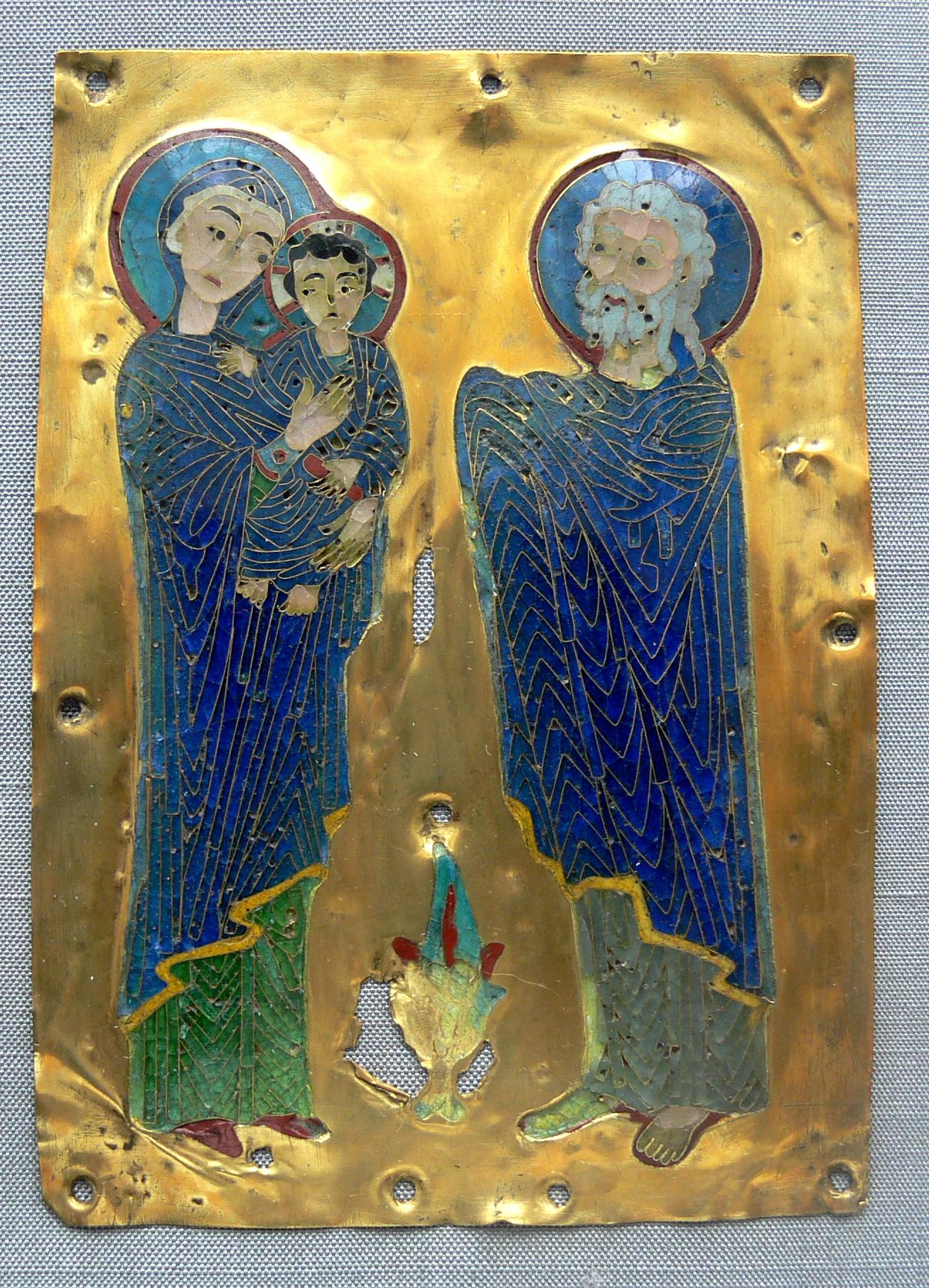
Présentation du Christ, byzantin, émail à cellules d'or , 1150
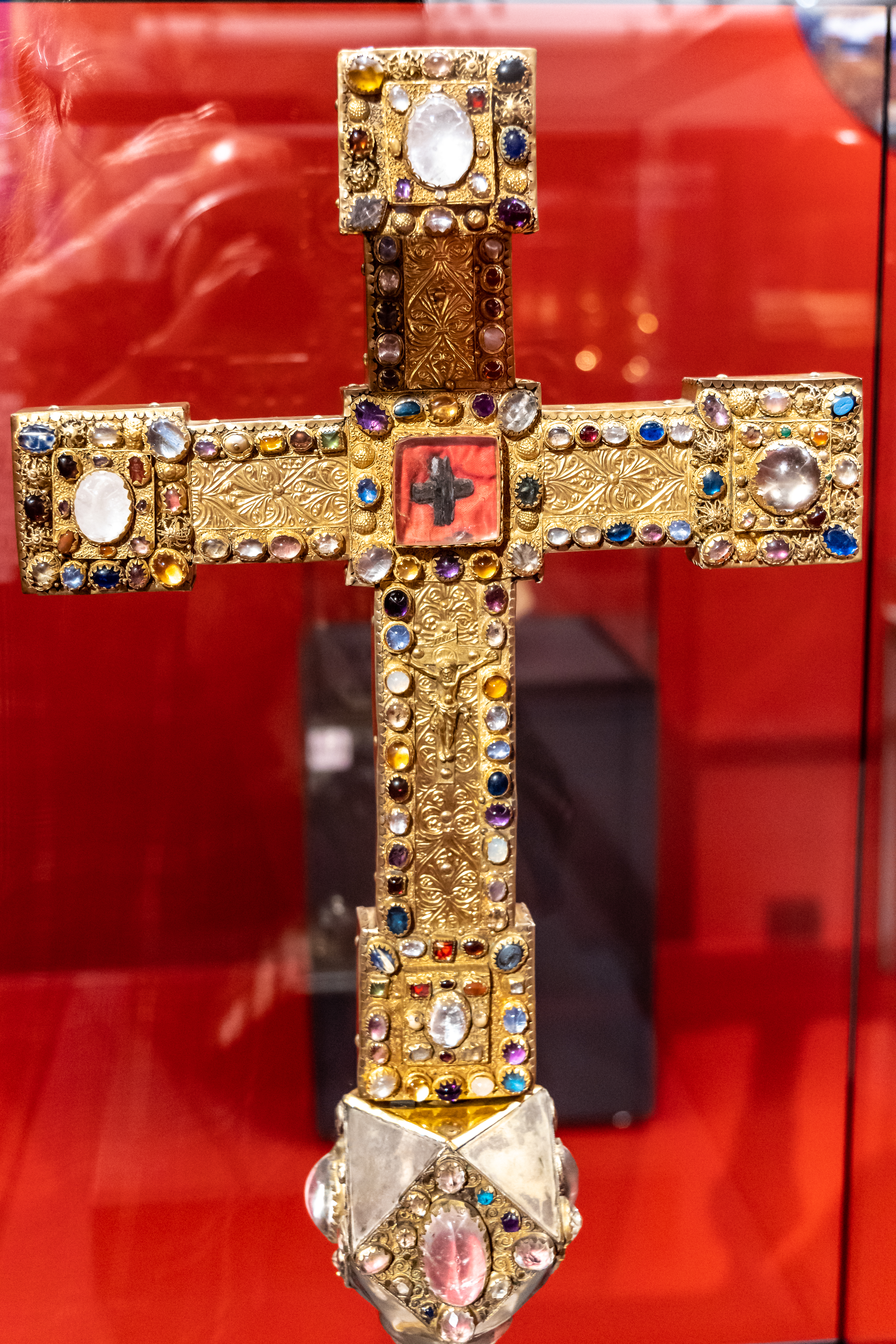
Croix de Henri le Lion, 1180
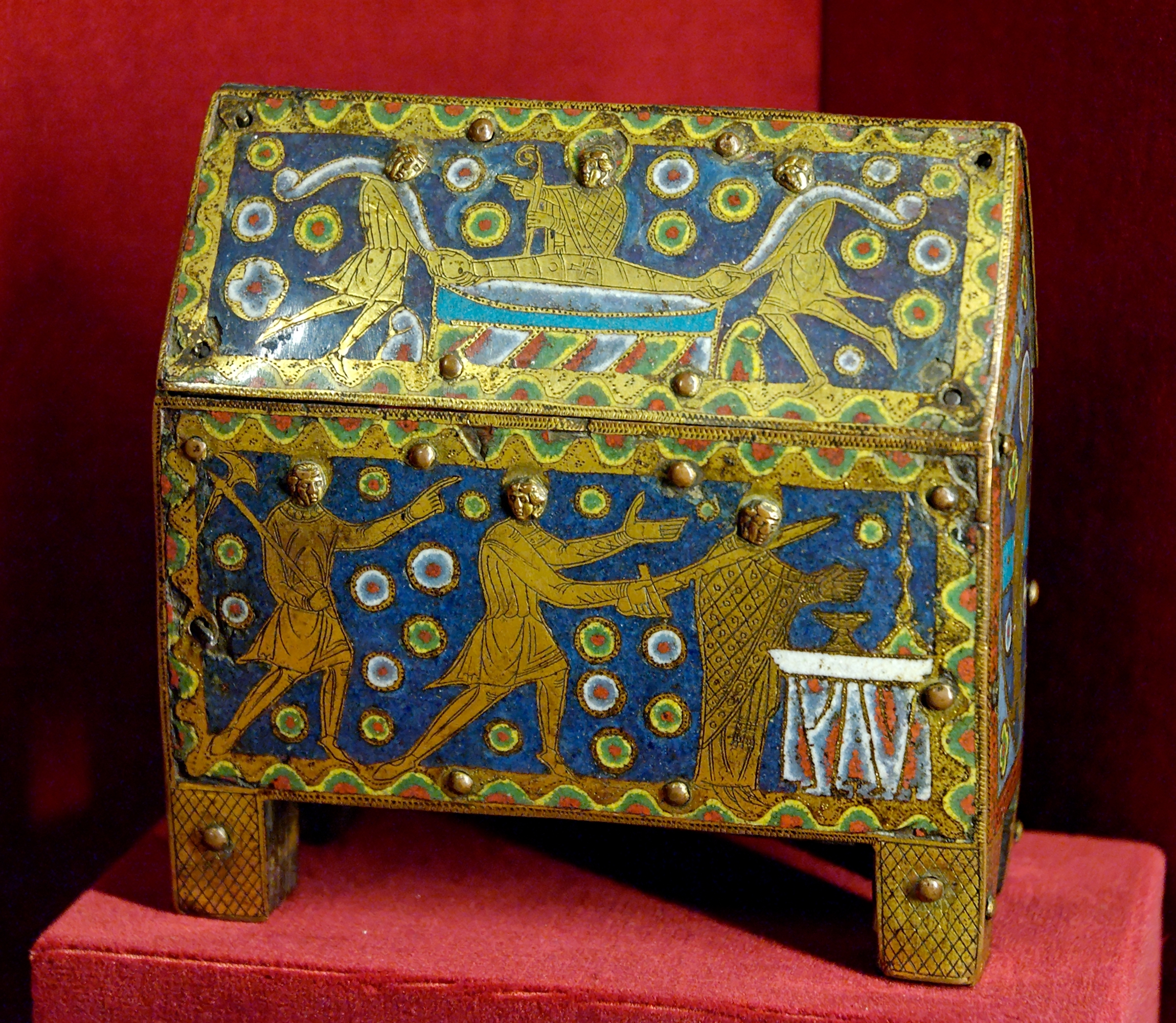
Châsses de saint Thomas Becket, cuivre champlevé, gravé, ciselé, émaillé et doré. Limoges, premier quart du XIIIe siècle

- Objets de luxe à Byzance

### Travaux iconographiques et d’écriture

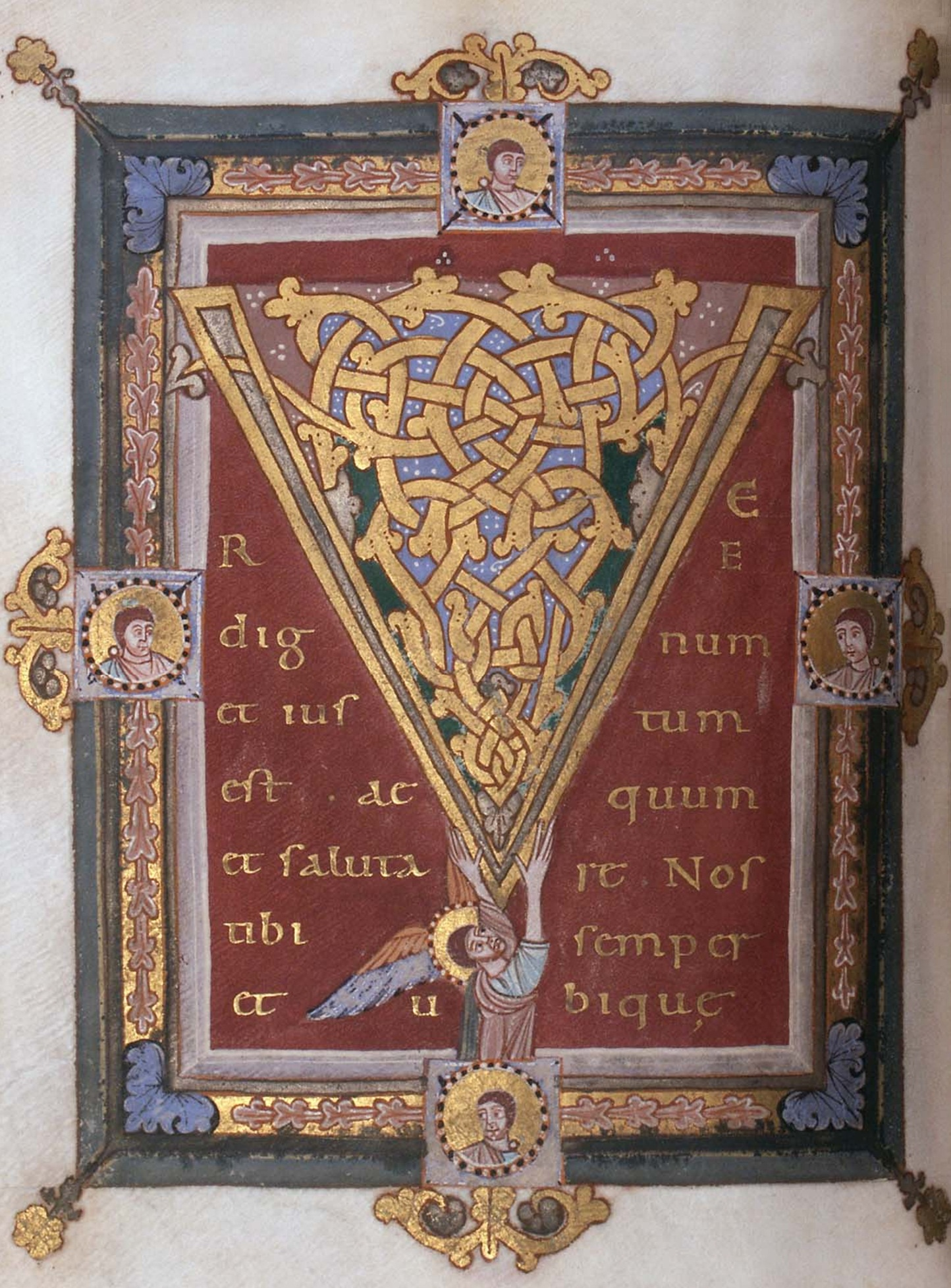
Sacramentaire de Tyniec (1060-1070), page du Vere dignum et justum est

- Arts plastiques au IXe siècle, au Xe siècle
- Manuscrits
  - Calligraphie (calligraphie latine, écriture insulaire, cyrillique médiéval bosnien)
- Manuscrit enluminé
  - Enluminure : byzantine, copte, espagnole, anglo-saxonne, insulaire, juive, romane...
  - Lettre ornée, initiale, lettrine, minuscule
  - Reliure, histoire de la reliure occidentale
- Impression, incunable (livre imprimé au XVe siècle en Europe)

- Peinture médiévale (es)
  - Icône, Icône russe (pré-mongole, post-mongole, École de Novgorod (1150-1550))
  - Histoire de l'icône byzantine et orthodoxe
  - Peinture, pigments
  - Fresque
  - Retable (diptyque, triptyque, polyptyque)
  - Peinture médiévale de France (es)
  - École de peinture de Tarnovo (Bulgarie) (en)
  - Peinture islamique (es)

- Sculpture
  - Pierre runique
  - Statuaire (sculpture romane, sculpture gothique...)
  - Croix monumentale, haute croix (Irlande), croix celtique, croix bannière, croix hosannière, Bildstock
  - Sculpture funéraire au Moyen Âge en Occident : pierres pictes (Écosse), khatchkar (Arménie), stećak (Balkans), ahlat (Van)
  - Sculpture romane, sculptures romanes (es), sculpture romane en France (es)
  - Sculpture gothique
  - Sculpture byzantine (es)

- Ivoire, sculpture sur ivoire[2]

- Sigillographie (sceaux)

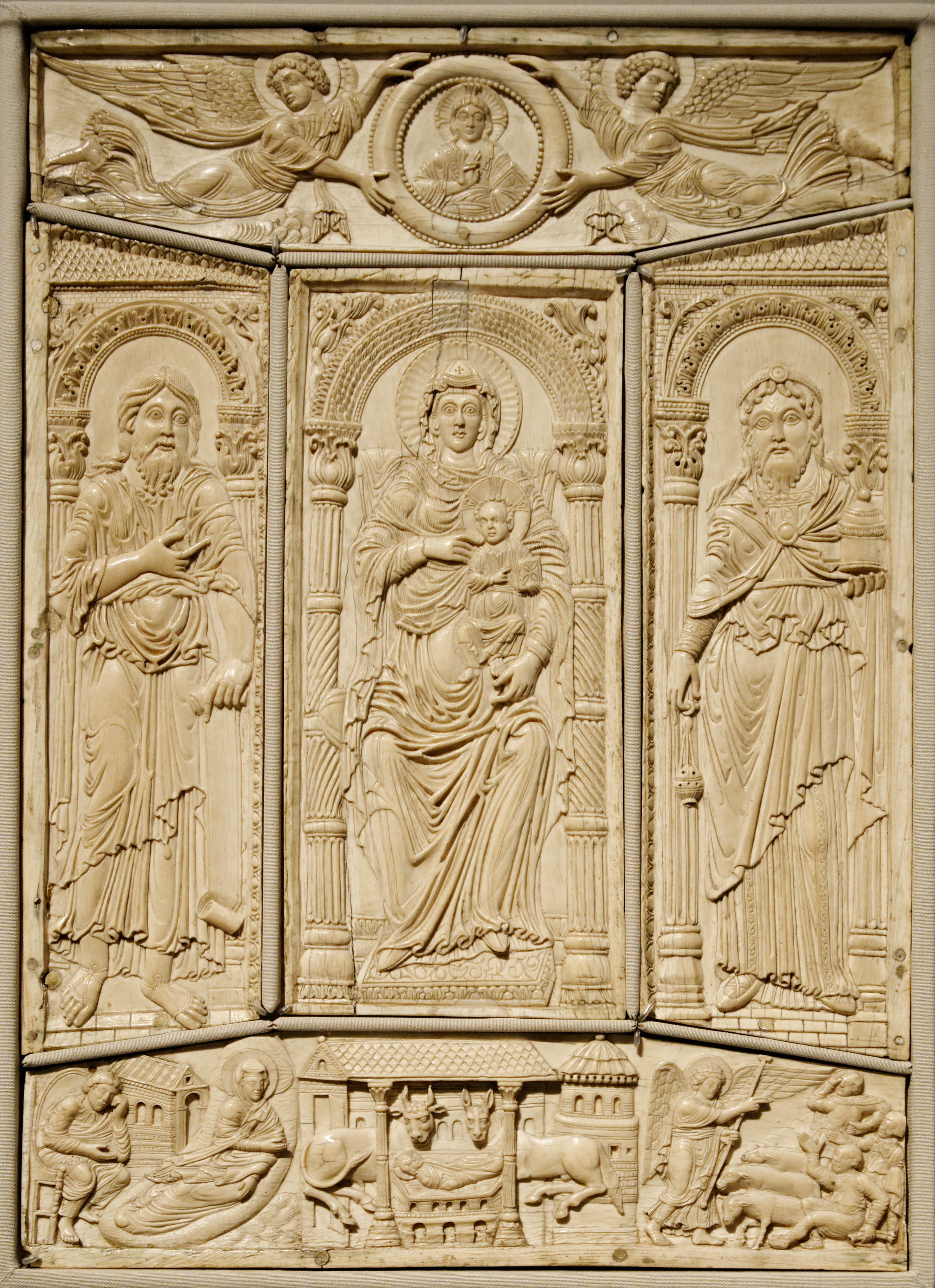
Évangéliaire de Lorsch (800-820)
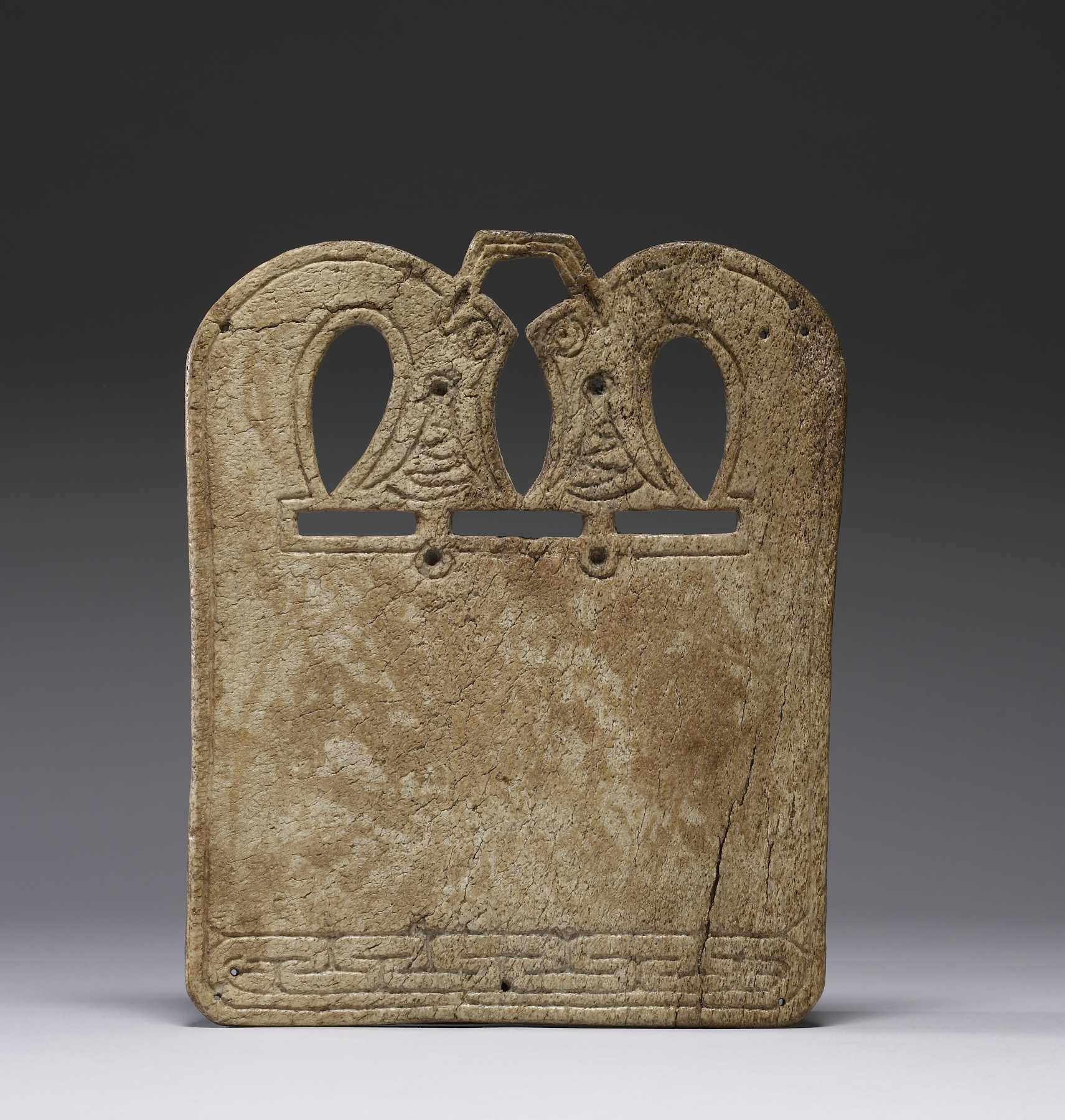
Plaque en os de baleine, monde viking, vers 850
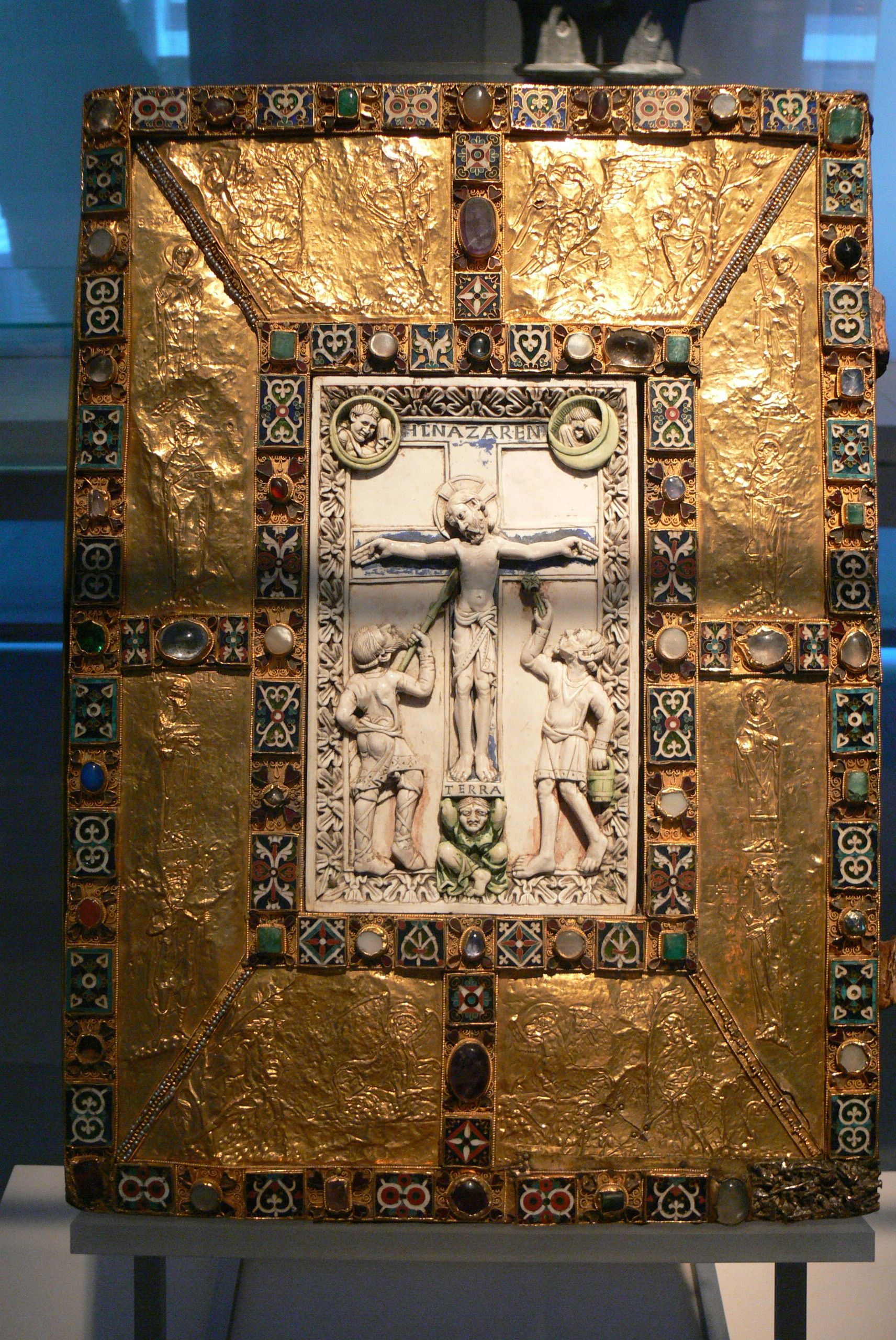
Reliure (991) du Codex Aureus d'Echternach (1030-1050)
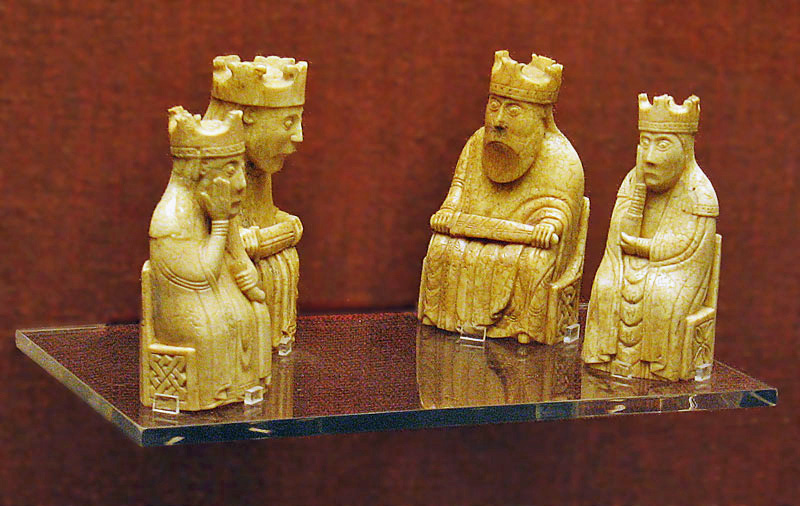
Figurines de Lewis, pièces de jeu d'échec, Hébrides, vers 1150
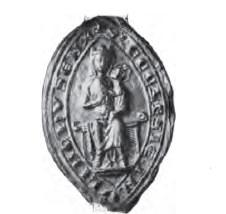
Sceau de l'abbaye d'Œlinghausen (Rhénanie, 1284), portant l'inscription : S. ecclesie in ulinchusen

### Travaux textiles
- Vêtement médiéval, vêtement byzantin
- Soie, brocart, soie byzantine
- Tissage, tissu ornemental (tenture), tapisserie, tapis
- Tressage au lucet
- Vêtements sacerdotaux, paramentique ou costume ecclésiastique (aube, chasuble, dalmaticelle, dalmatique, étole, pallium...)

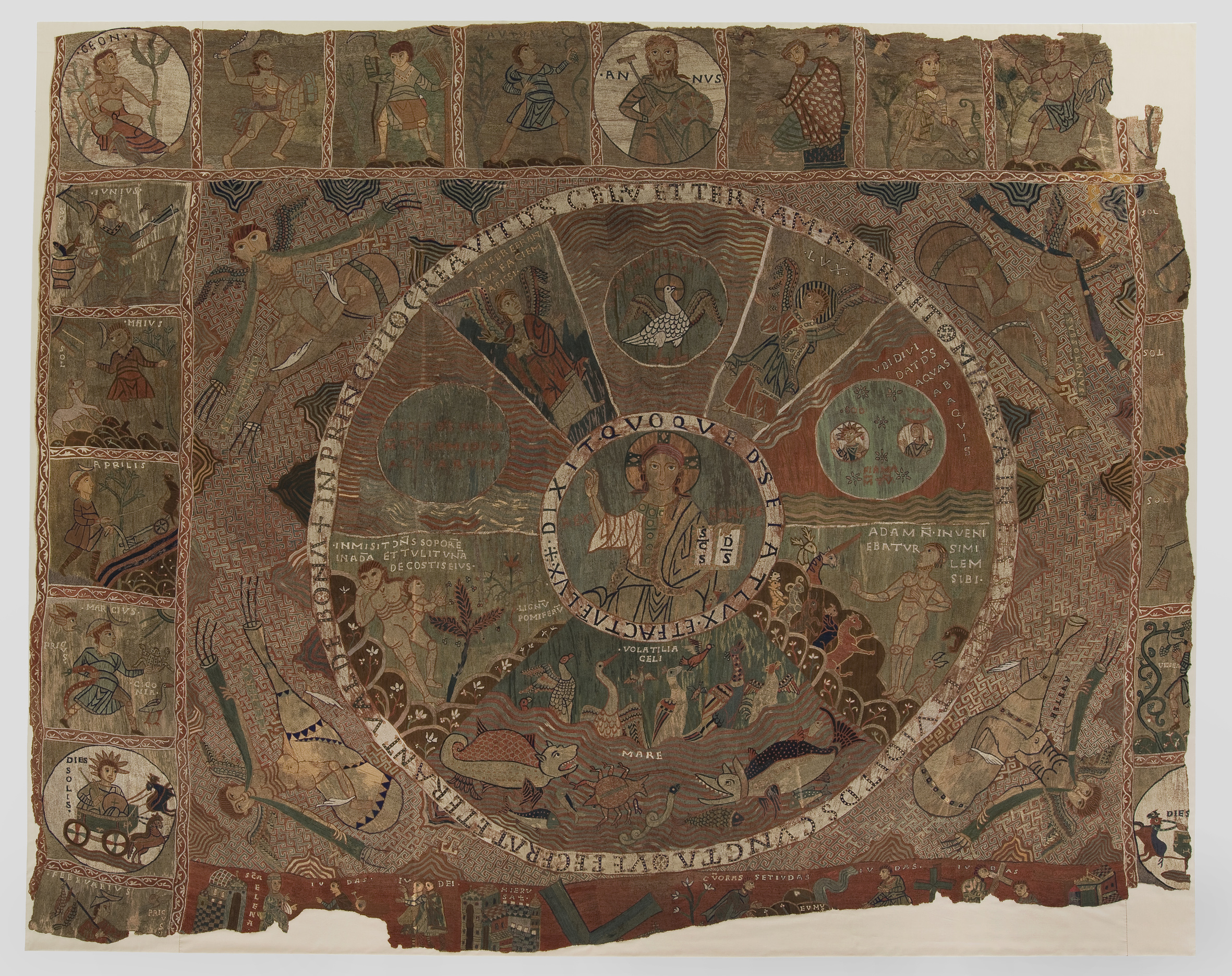
Broderie dite Tapisserie de la Création (vers 1080)
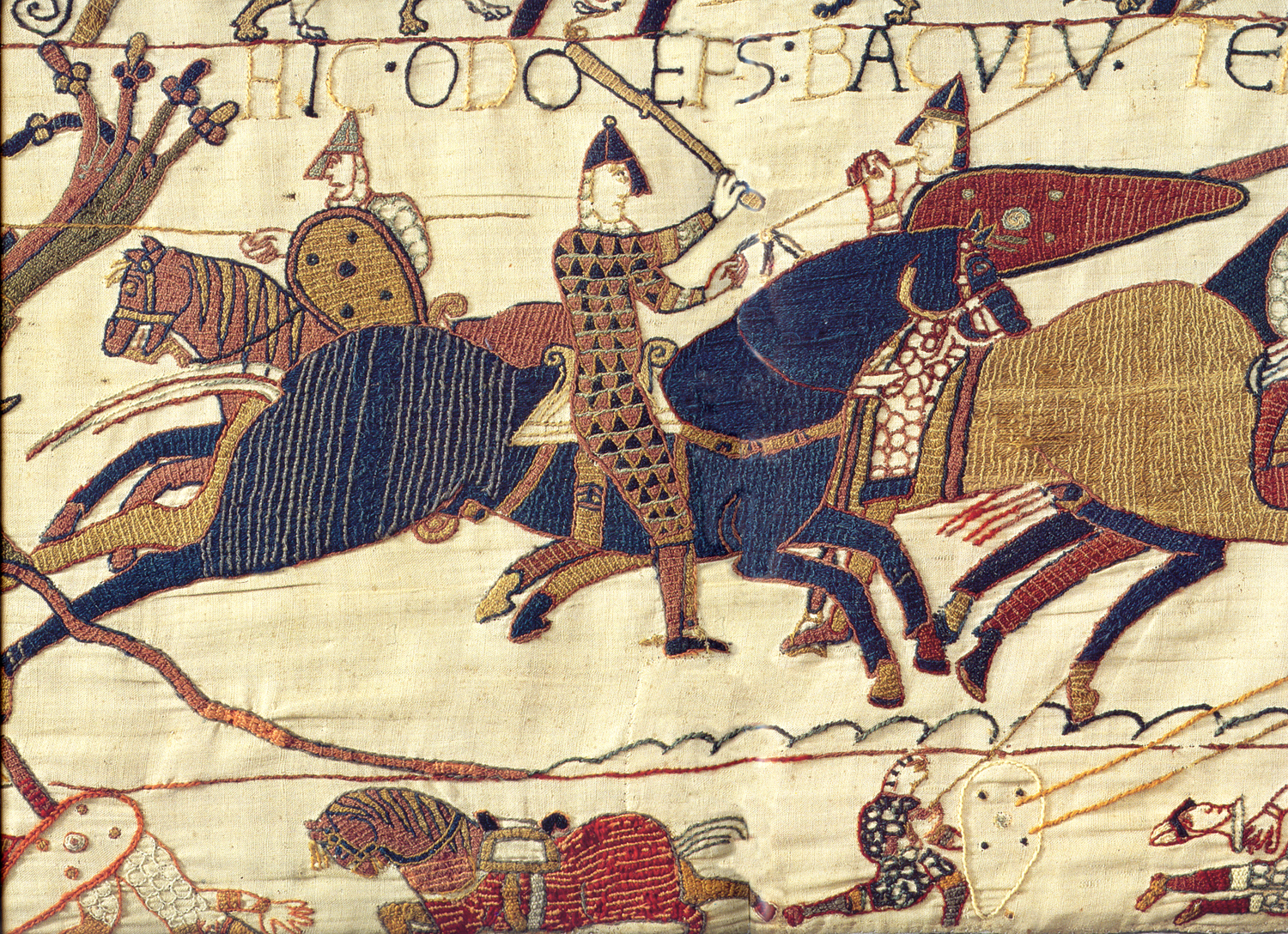
Broderie dite Tapisserie de Bayeux (1066-1083)
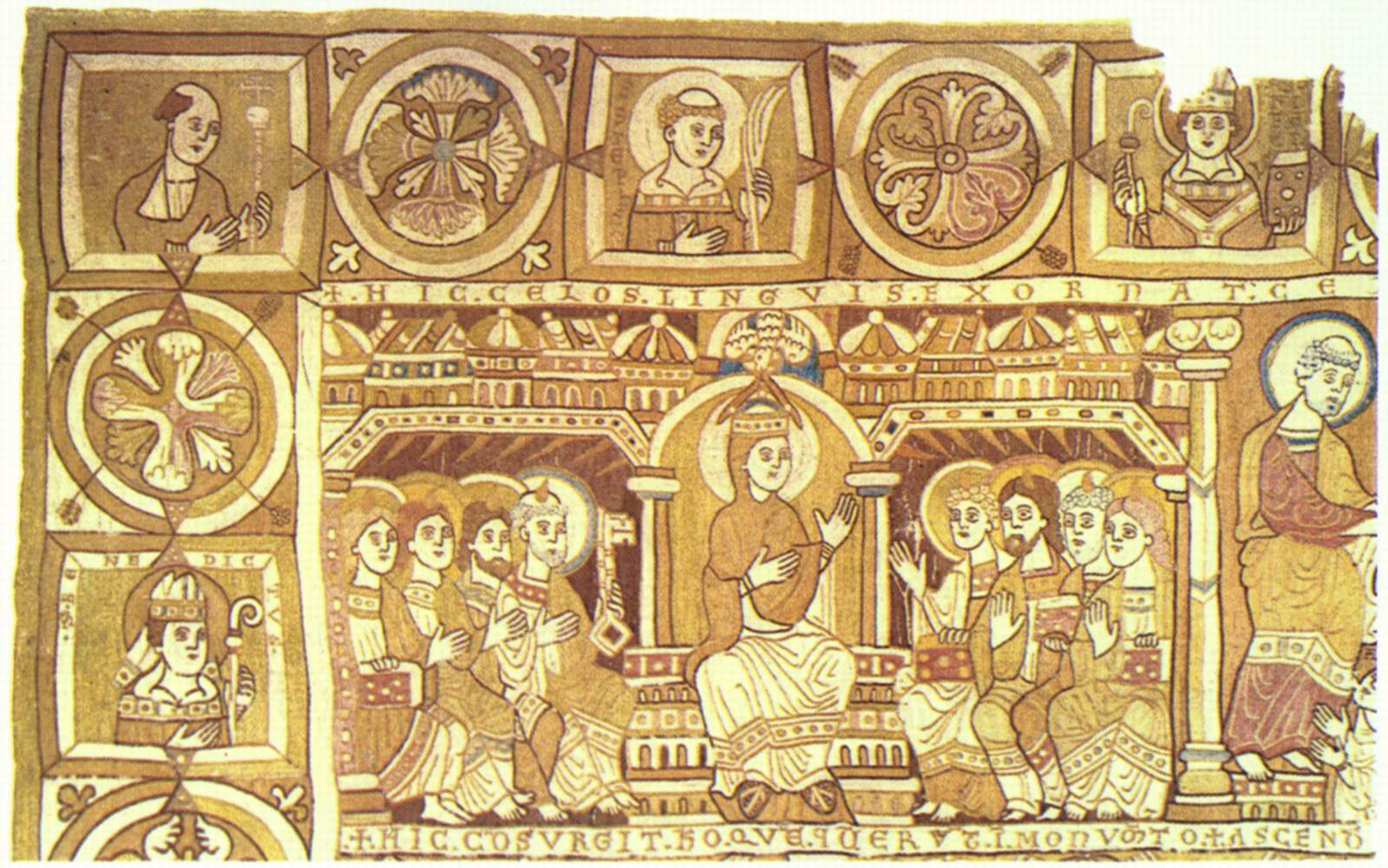
Tapisserie du Maître d'Halberstadt (1170)
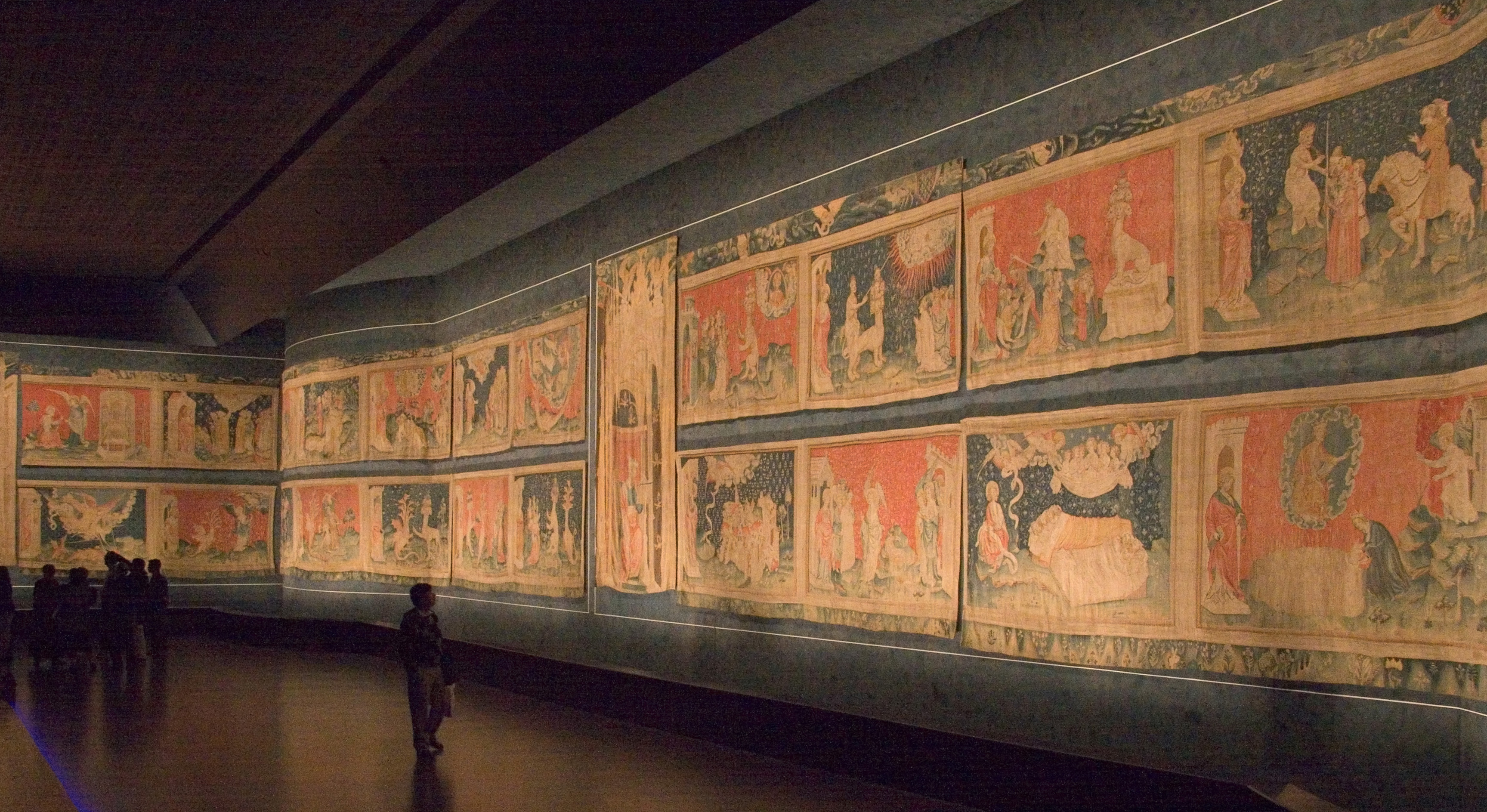
Tenture de l'Apocalypse (1370/1390)

### Travail du bois
- Menuiserie
- Mobilier, mobilier médiéval, mobilier liturgique (ambon, autel, cathèdre, chaire, lutrin, prie-Dieu, stalles...)
- Sculpture sur bois (crucifix...)

## Art médiéval par genre
- Style animal
- Antiquité médiévale (Antiquaire / Archéologie) (collections d'art classique)
- Spolia (réemploi de l'art classique)
- Art de l'apocalypse (Apocalypse)
- Art des allégories
- Danse médiévale
- Musique médiévale
- Art de la mort
- Art du coran (coran)
- Style plateresque
- Art des synagogues (Synagogue)
- Licorne

## Artistes médiévaux célèbres
- Saint-Apollinaire de Ravenne
  - Andreï Roublev
  - Maître de Cabestany

## Arts médiévaux célèbres
- Enluminure (Manuscrits enluminés)
- Vitrail